# トミー・ハース
トーマス・マリオ・"トミー"・ハース（Thomas Mario "Tommy" Haas, 1978年4月3日 - ）は、ドイツ・ハンブルク出身の男子プロテニス選手。愛称の「トミー・ハース」という名前でツアーの公式サイトに登録されている。ATPランキング自己最高位はシングルス2位、ダブルス82位。ATPツアーでシングルス15勝、ダブルス1勝を挙げた。身長188cm、体重84kg。右利き、バックハンド・ストロークは片手打ち。
2000年シドニーオリンピックシングルス銀メダリスト。マスターズ1000優勝1回準優勝1回。

## 選手経歴
4歳からテニスを始め、11歳の時からアメリカの「ニック・ボロテリー・テニスアカデミー」に留学した。1996年にプロ転向。1999年全豪オープンでベスト4に進出、準決勝でエフゲニー・カフェルニコフに敗れる。2000年のシドニー五輪で男子シングルスの銀メダルを獲得したが、この時の決勝で敗れた相手もカフェルニコフであった。2002年全豪オープンで3年ぶり2度目の準決勝に進出したが、マラト・サフィンに敗れて再び決勝進出のチャンスを逃した。
2003年は右肩の手術などでほぼ1年全休を強いられたが、2004年全米オープンでレイトン・ヒューイットとの準々決勝に進出し、世界ランキングを17位まで戻した。これにより、彼は2004年度のカムバック賞（ATP Comeback Player of Year）を受賞する。2006年は好調なシーズンを送り、男子ツアーのシングルスで年間3勝を挙げた。この年は全米オープンで2年ぶり2度目のベスト8進出がある。
2007年全豪オープンで、ハースは5年ぶり3度目のベスト4に進出したが、準決勝でフェルナンド・ゴンサレスに1-6, 3-6, 1-6のストレートで完敗した。2月の全米国際インドアテニス選手権決勝でアンディ・ロディックを下し、シングルス優勝を通算「11勝」とする。この年はウィンブルドンで初の4回戦進出があったが、3回戦の試合中に腹痛が悪化し、ロジャー・フェデラーとの試合を棄権した。
2009年6月、ハースは地元ドイツのゲリー・ウェバー・オープン決勝でノバク・ジョコビッチを破り、2年ぶりとなるツアー12勝目を挙げた。この後、ウィンブルドンの準々決勝で再びジョコビッチを破り、初めての準決勝に進出する。ハースは初進出の準決勝でフェデラーに6-7, 5-7, 3-6のストレートで敗れた。
2010年1月27日、ハースはアメリカ国籍の取得を認められた。男子ツアー公式プロフィールの説明では「ドイツとアメリカの二重国籍を保有している」となっているが、トーナメントにはドイツ国籍のまま出場している。
ハースは2010年に音楽プロデューサーのデイヴィッド・フォスターの娘である女優サラ・フォスターと結婚して1児がいる。
2012年のゲリー・ウェバー・オープンでは主催者推薦での出場から決勝に進出。フェデラーを7–6(5), 6-4で破り3年ぶりのツアー13勝目を挙げた。ハースがフェデラーに勝ったのは2002年全豪オープン以来10年ぶりで対フェデラー戦の連敗を9で止めた。10月18日、通算500勝達成。
2013年3月のマイアミ・マスターズでは4回戦で世界ランキング1位のジョコビッチを6-2, 6-4で破りベスト4に進出した。全仏オープンでは2009年ウィンブルドン選手権以来の4大大会シングルスでベスト8に進出した。35歳での4大大会ベスト8進出は2005年全米オープンのアンドレ・アガシ以来8年ぶりの快挙であった。準々決勝ではジョコビッチに3-6, 6-7(5), 5-7で敗れた。
その後怪我で2016年を欠場するが、ハースは2017年全豪オープンで2015年10月以来の公式戦に出場した。復帰戦の全豪オープンでは1回戦でブノワ・ペールに敗れた。7月のメルセデス・カップ2回戦でロジャー・フェデラーを 2-6, 7-6(8), 6-4 で破る殊勲を挙げた。これが最後の勝利となった。8月のキッツビュール大会の1回戦でヤン＝レナード・ストルフに敗れた試合が最後の出場になり、2018年3月、現役引退を発表したが、2020年の夏に現役復帰した。

## ATPツアー決勝進出結果

### シングルス: 28回 (15勝13敗)
| 大会グレード                    |
| グランドスラム (0–0)            |
| ATPファイナルズ (0–0)           |
| グランドスラム・カップ (0–1)    |
| ATPツアー・マスターズ1000 (1–1) |
| オリンピック (0–1)              |
| ATPツアー500 (5–4)              |
| ATPツアー250 (9–6)              |

| サーフェス別タイトル |
| ハード (11–6)        |
| クレー (2–4)         |
| 芝 (2–0)             |
| カーペット (0–3)     |

| 結果   | No. | 決勝日         | 大会               | サーフェス        | 対戦相手                       | スコア                            |
| ------ | --- | -------------- | ------------------ | ----------------- | ------------------------------ | --------------------------------- |
| 準優勝 | 1.  | 1997年10月13日 | リヨン             | カーペット (室内) | ファブリス・サントロ           | 4-6, 4-6                          |
| 準優勝 | 2.  | 1998年10月19日 | リヨン             | カーペット (室内) | アレックス・コレチャ           | 6-2, 6-7(6-8), 1-6                |
| 準優勝 | 3.  | 1999年1月11日  | オークランド       | ハード            | チャン・シャルケン             | 4-6, 4-6                          |
| 優勝   | 1.  | 1999年2月15日  | メンフィス         | ハード (室内)     | ジム・クーリエ                 | 6-4, 6-1                          |
| 準優勝 | 4.  | 1999年7月19日  | シュトゥットガルト | クレー            | マグヌス・ノーマン             | 7-6(8-6), 6-4, 6-7(7-9), 0-6, 3-6 |
| 準優勝 | 5.  | 1999年10月4日  | ミュンヘン         | カーペット (室内) | グレグ・ルーゼドスキー         | 3-6, 4-6, 7–6(7-5), 6–7(5-7)      |
| 準優勝 | 6.  | 2000年5月1日   | ミュンヘン         | クレー            | フランコ・スキラーリ           | 4-6, 4-6                          |
| 準優勝 | 7.  | 2000年10月1日  | シドニー五輪       | ハード            | エフゲニー・カフェルニコフ     | 6-7(4-7), 6-3, 2-6, 6-4, 3-6      |
| 準優勝 | 8.  | 2000年10月9日  | ウィーン           | ハード (室内)     | ティム・ヘンマン               | 4-6, 4-6, 4-6                     |
| 優勝   | 2.  | 2001年1月7日   | アデレード         | ハード            | ニコラス・マスー               | 6-3, 6-1                          |
| 優勝   | 3.  | 2001年8月20日  | ロングアイランド   | ハード            | ピート・サンプラス             | 6-3, 3-6, 6-2                     |
| 優勝   | 4.  | 2001年10月8日  | ウィーン           | ハード (室内)     | ギリェルモ・カナス             | 6-2, 7-6(8-6), 6-4                |
| 優勝   | 5.  | 2001年10月15日 | シュトゥットガルト | ハード (室内)     | マックス・ミルヌイ             | 6-2, 6-2, 6-2                     |
| 準優勝 | 9.  | 2002年5月6日   | ローマ             | クレー            | アンドレ・アガシ               | 3-6, 3-6, 0-6                     |
| 優勝   | 6.  | 2004年4月19日  | ヒューストン       | クレー            | アンディ・ロディック           | 6-3, 6-4                          |
| 優勝   | 7.  | 2004年7月12日  | ロサンゼルス       | ハード            | ニコラス・キーファー           | 7-6(8-6), 6-4                     |
| 優勝   | 8.  | 2006年2月5日   | デルレイビーチ     | ハード            | グザビエ・マリス               | 6-3, 3-6, 7-6(7-5)                |
| 優勝   | 9.  | 2006年2月25日  | メンフィス         | ハード (室内)     | ロビン・セーデリング           | 6-3, 6-2                          |
| 優勝   | 10. | 2006年7月31日  | ロサンゼルス       | ハード            | ドミトリー・トゥルスノフ       | 4-6, 7-5, 6-3                     |
| 優勝   | 11. | 2007年2月25日  | メンフィス         | ハード (室内)     | アンディ・ロディック           | 6-2, 6-3                          |
| 優勝   | 12. | 2009年6月14日  | ハレ               | 芝                | ノバク・ジョコビッチ           | 6-3, 6-7(4-7), 6-1                |
| 優勝   | 13. | 2012年6月17日  | ハレ               | 芝                | ロジャー・フェデラー           | 7-6(7-5), 6-4                     |
| 準優勝 | 10. | 2012年7月22日  | ハンブルク         | クレー            | フアン・モナコ                 | 5-7, 4-6                          |
| 準優勝 | 11. | 2012年8月5日   | ワシントンD.C.     | ハード            | アレクサンドル・ドルゴポロフ   | 7-6(9-7), 4-6, 1-6                |
| 準優勝 | 12. | 2013年2月17日  | サンノゼ           | ハード (室内)     | ミロシュ・ラオニッチ           | 4-6, 3-6                          |
| 優勝   | 14. | 2013年5月5日   | ミュンヘン         | クレー            | フィリップ・コールシュライバー | 6-3, 7-6(7-3)                     |
| 優勝   | 15. | 2013年10月20日 | ウィーン           | ハード (室内)     | ロビン・ハーセ                 | 6-3, 4-6, 6-4                     |
| 準優勝 | 13. | 2014年2月9日   | ザグレブ           | ハード (室内)     | マリン・チリッチ               | 3-6, 4-6                          |

### ダブルス: 1回 (1勝0敗)
| 結果 | No. | 決勝日        | 大会     | サーフェス    | パートナー         | 対戦相手                            | スコア   |
| ---- | --- | ------------- | -------- | ------------- | ------------------ | ----------------------------------- | -------- |
| 優勝 | 1.  | 2009年2月15日 | サンノゼ | ハード (室内) | ラデク・ステパネク | ロハン・ボパンナ ヤルコ・ニエミネン | 6-2, 6-3 |

## 4大大会シングルス成績
略語の説明
| W | F | SF | QF | #R | RR | Q# | LQ | A | Z# | PO | G | S | B | NMS | P | NH |

W=優勝, F=準優勝, SF=ベスト4, QF=ベスト8, #R=#回戦敗退, RR=ラウンドロビン敗退, Q#=予選#回戦敗退, LQ=予選敗退, A=大会不参加, Z#=デビスカップ/BJKカップ地域ゾーン, PO=デビスカップ/BJKカッププレーオフ, G=オリンピック金メダル, S=オリンピック銀メダル, B=オリンピック銅メダル, NMS=マスターズシリーズから降格, P=開催延期, NH=開催なし.
| 大会           | 1996 | 1997 | 1998 | 1999 | 2000 | 2001 | 2002 | 2003 | 2004 | 2005 | 2006 | 2007 | 2008 | 2009 | 2010 | 2011 | 2012 | 2013 | 2014 | 2015 | 2016 | 2017 | 通算成績 |
| -------------- | ---- | ---- | ---- | ---- | ---- | ---- | ---- | ---- | ---- | ---- | ---- | ---- | ---- | ---- | ---- | ---- | ---- | ---- | ---- | ---- | ---- | ---- | -------- |
| 全豪オープン   | A    | A    | 1R   | SF   | 2R   | 2R   | SF   | A    | A    | 2R   | 4R   | SF   | A    | 3R   | 3R   | A    | 2R   | 1R   | 1R   | A    | A    | 1R   | 26–14    |
| 全仏オープン   | A    | A    | 1R   | 3R   | 3R   | 2R   | 4R   | A    | 1R   | 3R   | 3R   | A    | A    | 4R   | A    | 1R   | 3R   | QF   | 1R   | A    | A    | A    | 21–13    |
| ウィンブルドン | A    | 2R   | 3R   | 3R   | 3R   | 1R   | A    | A    | 2R   | 1R   | 3R   | 4R   | 3R   | SF   | A    | 1R   | 1R   | 4R   | A    | 2R   | A    | 1R   | 24–15    |
| 全米オープン   | 1R   | 3R   | 2R   | 4R   | 2R   | 4R   | 4R   | A    | QF   | 3R   | QF   | QF   | 2R   | 3R   | A    | 3R   | 1R   | 3R   | A    | 1R   | A    | A    | 34–17    |

※: 2007年ウィンブルドンの不戦敗は通算成績に含まない